# Danny Rolling
 (juin 2012).
Si vous disposez d'ouvrages ou d'articles de référence ou si vous connaissez des sites web de qualité traitant du thème abordé ici, merci de compléter l'article en donnant les références utiles à sa vérifiabilité et en les liant à la section « Notes et références ».
Pour les articles homonymes, voir Rolling.
Daniel Harold Rolling, dit Danny Rolling, né le 26 mai 1954 à Shreveport (Louisiane) et mort le 25 octobre 2006 dans le comté de Bradford en Floride, est un tueur en série américain. En 1990, il s'enfuit de sa ville natale de Shreveport après avoir commis le triple meurtre d'une famille l'année précédente puis une tentative ratée de tuer son père abusif. Il se relocalise à Gainesville en Floride où il tue cinq étudiants de l'université de Floride en août 1990. Arrêté un mois plus tard, il est reconnu coupable des meurtres et condamné à mort en 1994. Il est exécuté par injection létale en 2006.
Rolling a inspiré le tueur Ghostface, personnage emblématique de la célèbre saga d'horreur Scream.

## Biographie

### Enfance
Danny Rolling est né à Shreveport, en Louisiane. Son père était un agent de police de Shreveport nommé James Harold Rolling (1931-2012), qui infligea des années de sévices physiques et psychologiques à Danny, son frère Kevin (né en 1955) et sa mère Claudia (1932-1995).  
En novembre 1955, alors qu'il n'était âgé que d'un an et demi, Danny fut battu par son père pour la première fois, car il n'aimait pas la façon dont il rampait.  
En 1958, lorsque Danny avait quatre ans, sa mère quitta le domicile familial pendant six mois, après avoir été agressée par son mari.  
En 1959, Danny fut attaché à six reprises par son père durant une période de six mois. Cette même année, il tenta de voler une barre de bonbons dans un magasin, mais fut surpris par ses parents qui le forcèrent à la restituer et à s'excuser auprès du vendeur. Enfin, son père ramena un chiot du travail et Danny noua une relation affectueuse avec ce dernier, qui mourut dans ses bras, après avoir été torturé à de nombreuses reprises par son père. À cette époque, le père de Danny commença à refuser de câliner son fils. 
En 1963, la mère de Danny tomba en dépression nerveuse et Danny redoubla sa troisième année (équivalent américain du CE2), en raison d'absences répétées pour cause de maladie. Les conseillers d'orientation de l'école qu'il fréquentait, le décrivirent alors comme « souffrant d'un complexe d'infériorité, avec des tendances agressives et un mauvais contrôle des impulsions. ». On lui conseilla alors de s'entretenir avec eux, mais il ne le fit jamais. Cette année-là, Claudia quitta avec ses deux fils le domicile familial pendant deux semaines et Danny commença à développer son talent artistique (qu’il partageait avec sa mère) pour créer son propre monde, imaginaire. Le 25 décembre, jour de Noël, la mère de Rolling quitta une nouvelle fois le domicile familial pour une brève période, en emportant avec elle ses deux fils et le sapin. 

### Adolescence
En 1965, Danny surprit ses parents en train de se disputer. Sa mère s’ouvrit les poignets avec un rasoir et s’enferma dans la salle de bain. James frappa à la porte et continua de se disputer avec elle. Danny regarda sa mère ensanglantée gisant sur le sol. Elle fut hospitalisée. Danny essaya d'empêcher son père de la battre, et en retour, il fut battu à son tour pour s'être immiscé dans leurs affaires. C'est durant cette période qu'il commença à fantasmer sur la violence sadique, avec des fantasmes de plus en plus violents sexuellement. Il devint également alcoolique, se procurant de l'alcool en le volant ou auprès de ses amis.
À l'âge adulte, il avait du mal à s'intégrer dans la société et à conserver un emploi stable. À un moment donné, il travailla comme serveur au restaurant Pancho (en) de Shreveport. 

## Crimes

### Premiers forfaits
Lorsqu'il était adolescent et jeune adulte, Rolling fut arrêté à plusieurs reprises pour des faits de cambriolage en Géorgie et de voyeurisme. 

### Triple meurtre de Shreveport
Après l’arrestation de Rolling, la police de Louisiane informa son homologue de Floride d'un triple meurtre non résolu commis à Shreveport, la ville natale de Rolling, le 4 novembre 1989. Les détectives notèrent d'importantes similitudes entre les meurtres de Gainesville et ceux de William Thomas (dit Tom) Grissom (55 ans), de sa fille Julie (24 ans), et de son petit-fils Sean (8 ans). La famille fut attaquée dans sa maison vers 18 h 20 alors qu'elle s’apprêtait à dîner. Leurs cadavres furent découverts deux jours plus tard, après que le père de Sean, qui devait récupérer son fils ce jour-là, ait contacté la police après de multiples appels téléphoniques infructueux vers la maison de son beau-père. La police demanda alors aux voisins des Grissom de vérifier si la maison n'était pas verrouillée de l'intérieur, ce qu'ils firent en ouvrant la porte de la buanderie du garage. Le corps inanimé de William, affalé contre la porte (ce qui bloquait l'entrée de la buanderie) et poignardé à de multiples reprises au dos et à la poitrine fut alors découvert. Celui du jeune Sean, attaqué alors qu'il regardait la télévision, fut trouvé face contre terre dans le salon. Il avait été poignardé dans le dos et la lame ressortit par la poitrine. Le cadavre de Julie Ann Grissom, poignardée à trois reprises, était mis en scène : nettoyé avec du vinaigre et suspendu partiellement nu à un lit. Le soir du 4 novembre, elle devait se rendre au mariage d'un ami du lycée et avait choisi de mettre une robe rouge pour cette occasion.

### Tentative de meurtre sur son père
En mai 1990, Danny Rolling tenta de tuer son père au cours d'une dispute familiale, lui faisant perdre un œil et une oreille.  

### Meurtres en série de Gainesville
En août 1990, Danny Rolling assassina sauvagement à coups de couteaux cinq étudiantes (une étudiante au Santa Fe College (en) et quatre étudiantes de l'université de Floride) lors d'une série de cambriolages à Gainesville, en Floride, en à peine quatre jours. Il mutila les corps de ses victimes, allant même jusqu'à décapiter l'une d'entre elles. Il disposait parfois des miroirs aux côtés de leurs cadavres.  
Le vendredi 24 août, au petit matin, Rolling fit irruption dans la colocation de Sonja Jane Larson et Christina Patricia Powell, deux étudiantes de 17 ans fraichement débarquées à l'université. Trouvant Powell endormie sur le canapé du bas, il se tint brièvement au-dessus d’elle mais décida de ne pas la réveiller, se dirigeant plutôt à l'étage où Larson dormait également. Rolling la tua, d'abord en fermant sa bouche pour étouffer ses cris, puis en la poignardant à mort. Elle mourut en essayant de se protéger. Ensuite, Rolling retourna en bas, scotcha la bouche fermée de Powell, attacha ses poignets dans son dos et la menaça avec un couteau alors qu'il lui déchirait ses vêtements. Il la viola face contre terre, avant de la poignarder dans le dos à cinq reprises. Rolling plaça les cadavres des deux jeunes femmes dans des positions sexuellement provocantes. Puis, il prit une douche dans leur appartement, avant de le quitter.  
Le lendemain, le samedi 25 août, Rolling entra par effraction dans l’appartement de Christa Leigh Hoyt, âgée de 18 ans, en ouvrant une porte vitrée coulissante avec un couteau Ka-Bar et un tournevis. Remarquant son absence, il attendit son retour dans le salon. À 11 h, Hoyt rentra dans son appartement et Rolling la prit de surprise par derrière et l'étrangla. Une fois maîtrisée, il lui ferma la bouche avec du scotch, attacha ses poignets et la conduisit dans sa chambre, où il déchira ses vêtements et la viola. Comme avec Powell, il plaça son corps face contre terre avant de la poignarder dans le dos, ce qui lui brisa le cœur. Enfin, il la décapita post mortem et posa sa tête coupée sur une étagère en face de son cadavre, provoquant un choc terrible chez la personne qui découvrit la scène de crime macabre.    
Les meurtres ayant attiré l'attention des médias, de nombreuses étudiantes de Gainesville se sont mises à prendre des précautions supplémentaires, comme changer leurs routines quotidiennes ou dormir en groupes. La psychose s'étant déclenchée très tôt durant le semestre d'automne, certaines élèves allèrent même jusqu'à se désinscrire de l'université ou demandèrent carrément à être transférées dans d'autres écoles.     
Le lundi 27 août, Rolling s'introduisit, toujours par effraction, dans la colocation de Tracy Inez Paules et de Manuel Ricardo (dit Manny) Taboada, tous deux âgés de 23 ans, en employant la même technique que chez Christa Hoyt. Il réveilla Taboada dans son sommeil et le tua dans sa chambre après un bref combat. Entendant l'affrontement, Paules descendit le couloir jusqu'à la chambre de son colocataire et vit Rolling. Elle tenta par la suite de se barricader dans sa chambre, mais Rolling parvint à franchir le seuil de sa porte. Rolling scotcha sa bouche et ses poignets, lui déchira ses vêtements et la viola, avant de la retourner et de la poignarder dans le dos à trois reprises. Rolling mit en scène le cadavre de Paules mais laissa celui de Taboada dans la même position que celle dans laquelle il l'avait tué.

## Enquête
À l'exception de Taboada, qui était un homme, toutes les victimes de Gainesville étaient des femmes brunes, blanches aux yeux bruns. Bien que les forces de l'ordre n'aient eu que très peu de pistes initialement, elles parvinrent à identifier deux suspects : Edward Lewis Humphrey, un étudiant de l'université de Floride de 18 ans, originaire d'Indialantic, qui avait des antécédents de maladie mentale et portait de nombreuses cicatrices sur son visage à la suite d'un accident de la route, ce qui en faisait le suspect idéal. Sa photo fut diffusée à de nombreuses reprises dans les médias. Après l'arrestation de Rolling, les autorités finirent cependant par le blanchir publiquement de toute accusation concernant les meurtres de Gainesville (il fut néanmoins condamné à 22 mois de prison, peu de temps après, pour avoir tabassé sa grand-mère). L'autre suspect, Brandon Curry, fut également disculpé par la suite.     

## Arrestation
Le vendredi 7 septembre 1990, Rolling fut arrêté à Ocala (à une cinquantaine de kilomètres au sud de Gainesville) pour cambriolage. Les enquêteurs finirent par faire le lien entre ses outils et les marques laissées sur les différentes scènes de crimes de Gainesville. Le petit campement pour une personne dans lequel il vivait se trouvait dans une zone boisée à proximité des résidences fréquentées par les étudiantes assassinées ; là-bas, les enquêteurs découvrirent des enregistrements vocaux dans lesquels Rolling faisait allusion à ses crimes. Le 15 novembre 1991, Rolling fut inculpé de cinq chefs d'assassinat, trois chefs d'agression sexuelle et trois chefs de cambriolage à main armée. 
Vers 1991, il se fiança avec l'auteure de roman policier Sondra London, qui quitta l'autre tueur en série Gerard Schaefer à cette occasion. Pendant son procès, il chanta une sérénade à cette dernière. 

## Procès
Près de quatre ans après les meurtres de Gainesville, Danny Rolling fut traduit en justice devant le juge de la huitième cour de circuit de Floride (en), Stan R. Morris. Il expliqua que le mobile de ses meurtres en série était de devenir une « superstar » comme Ted Bundy. En 1994, avant que son procès ne puisse commencer, Rolling plaida coupable, contre toute attente, pour l'intégralité des chefs d’accusation. Par la suite, le procureur général de la huitième cour, Rod Smith (en) enclencha l'étape pénale du procès. Pendant celui-ci, Court TV réalisa une interview de la mère de Danny Rolling à son domicile, au cours de laquelle on peut entendre le père de Rolling crier hors-caméra.

## Condamnation
Il avoua huit meurtres et fut condamné à la peine de mort, sur recommandation unanime du jury, le 20 avril 1994,. 

## Exécution
Rolling fut exécuté par injection létale à la prison d'État de Floride le 25 octobre 2006 et déclaré mort à 18 h 13 heure locale (22 h 13 en temps universel), après que la Cour Suprême ait refusé son dernier appel pour faire suspendre la sentence. Il ne montra pas le moindre signe de remords, ne fit aucune dernière déclaration et refusa de présenter ses excuses aux proches des victimes, dont beaucoup assistèrent à l'exécution en qualité de témoins. Il mourut en chantonnant un hymne évangélique qu'il avait lui même écrit. 
Son dernier repas était composé d'une queue de homard, de farfalle aux crevettes, de pommes de terre cuites au four, d'un gâteau aux fraises et de thé glacé. Peu avant son exécution, il avoua les meurtres de la famille Grissom à Shreveport,.

## Documentaires télévisés
- « Meurtres à l'université » le 30 mai 2011 dans Enquêtes criminelles : le magazine des faits divers sur W9.
- « Peur sur Gainesville » dans Enquêtes FBI sur Planète+ Justice.
- « Danny Rolling, l'éventreur de Gainesville » dans Stéphane Bourgoin raconte sur Planète+ Justice.
- « L'éventreur de Gainesville » dans Crimes et procès célèbres sur Planète+ CI.
- « Danny Rolling, l'éventreur de Gainesville » dans Portraits de criminels sur RMC Story et sur RMC Découverte.

## Émission radiophonique
- « Danny Rolling, l'éventreur de Gainesville » le 24 avril 2012 dans L'Heure du crime de Jacques Pradel sur RTL.

## Cinéma
- Danny Rolling a inspiré le tueur du nom de Ghostface dans la série de films d'horreur Scream de Wes Craven[14].

## Autres médias
- Le youtubeur MATH consacre le 4ème épisode de son émission Faits Réels aux meurtres commis par Rolling[15].
- Le vidéaste Lionel Camy a réalisé une vidéo en 2022 sur les meurtres de Gainesville : "Terreur a Gainesville : la vraie histoire de Scream"[16]